# Pierre Fouyssac

a Compétitions nationales et continentales officielles uniquement.

b Matchs officiels uniquement.
Dernière mise à jour le 27 août 2023.
Pierre Fouyssac, né le 17 mars 1995 à Agen, est un joueur français de rugby à XV qui joue au poste de centre à l'ASM Clermont Auvergne.

## Biographie

### Jeunesse et formation
Né à Agen et formé à l'US Lavardac Barbaste et après avoir pratiqué le judo dans son enfance, Pierre Fouyssac s'inscrit à l'école de rugby du SU Agen en cadets. Il gravit alors les différents échelons le menant jusqu'à l'équipe première.

### Débuts professionnels à Agen (2015-2018)
Joueur puissant et doté d'un gabarit conséquent (1,89 m et 110 kg), Pierre Fouyssac fait ses débuts professionnels lors de la saison 2015-2016 de Top 14. Il accumule 11 feuilles de matchs dont 10 en tant que titulaire notamment à l'aile.
Il porte le maillot de l'équipe de France de différentes équipes de jeunes, dont la catégorie des moins de 20 ans avec laquelle il participe à la Coupe du monde en 2015. Il porte également le maillot de l'équipe de France développement de rugby à sept, devenant champion d'Europe de la discipline en 2014, accédant par la suite aussi à l'équipe de France senior la même année, où il évoluera au poste de pilier.
Grand espoir du rugby agenais, il prolonge le contrat le liant au club jusqu'en 2018.
Lors d'un match à La Rochelle, il annonce un départ pour Toulouse à la fin de son contrat avec le Sporting Union Agen Lot-et-Garonne. Il renforce le centre de l'attaque toulousaine après les départs de Florian Fritz, Yann David et Gaël Fickou.
En juin 2018, il est sélectionné pour jouer avec les Barbarians français qui affrontent les Crusaders puis les Highlanders en Nouvelle-Zélande. Il est titularisé lors des deux rencontres mais les Baa-baas s'inclinent 42 à 26 à Christchurch puis 29 à 10 à Invercargill.

### Stade toulousain (2018-2023)
Arrivé à Toulouse, il débute les trois premiers matches de la saison réalisant de bonnes performances. Mais lors du troisième match face au Racing 92, il est touché au ligament postérieur du genou gauche. Après deux mois de renforcement, il décide en novembre de se faire opérer, mettant un terme à sa saison.
Le 1er février 2020, il participe à la première édition du Supersevens avec le Stade toulousain. Il joue les 3 matchs dont 2 titularisations.
En début saison 2022-2023, Pierre Fouyssac est victime d'une entorse du ligament latéral interne d’un genou l'éloignant des terrains durant cinq mois. Il fait son retour en seconde partie de saison où il dépanne notamment en troisième ligne pour pallier de nombreuses absences. Durant la suite de la saison, le Stade toulousain est éliminé en demi-finale de la Champions Cup, par le Leinster, une défaite 41 à 22,. Toutefois, en championnat, les Toulousains terminent à la première place de la saison régulière, se qualifiant donc en demi-finale où ils battent largement le Racing 92 sur le score de 41 à 14 et retrouvent donc le Stade rochelais en finale, comme en 2021,. Dans un match très serré, Toulouse s'impose en fin de match et l'emporte 29 à 26,. Bien qu'il ne participe pas à la phase finale, Pierre Fouyssac remporte le Championnat de France pour la troisième fois de sa carrière.
Sans avoir réussi à s'imposer à Toulouse, Pierre Fouyssac quitte le club et rejoint l'ASM Clermont à partir de la saison 2023-2024.

## Palmarès
- Stade toulousain
  - Vainqueur du Championnat de France en 2019, 2021 et 2023